# Campeonato Mundial de Hóquei no Gelo de 2011
O Campeonato Mundial de Hóquei no Gelo de 2011 foi disputado por 46 seleções divididas em quatro divisões. Com a elite jogando na Eslováquia pela primeira vez como um país independente.

## Elite
O campeonato compreende as dezesseis principais nações do hóquei mundial. Foi disputado entre os dias 29 de abril e 15 de maio nas cidades eslovacas de Bratislava e Košice.
| Grupo A - Rússia - Eslováquia - Alemanha - Eslovênia - Promovido da Div. I de 2010 | Grupo B - Canadá - Suíça - Bielorrússia - França |

| Grupo C - Suécia - Estados Unidos - Noruega - Áustria - Promovida da Div. I de 2010 | Grupo D - Finlândia - República Tcheca - Letônia - Dinamarca |

## Primeira Divisão
Doze equipes fizeram parte da primeira Divisão, sendo divididas em dois grupos, o grupo A na Hungria e o grupo B na Ucrânia, com os vencedores dos grupos sendo promovidos para a Elite de 2012, e os últimos, rebaixados para a segunda divisão.
| Grupo A - Espanha - Promovido da Div. II de 2010 - Hungria - Itália - Rebaixada da Elite de 2010 - Japão - Coreia do Sul - Países Baixos | Grupo B - Estônia - Promovido da Div. II de 2010 - Reino Unido - Cazaquistão - Rebaixado da Elite de 2010 - Lituânia - Polônia - Ucrânia |

## Segunda Divisão
Doze equipes farão parte da segunda Divisão, sendo divididas em dois grupos, o grupo A na Austrália e o grupo B na Croácia, com os vencedores dos grupos sendo promovidos para a Primeira Divisão de 2012 e os últimos, sendo rebaixados para a Terceira Divisão.
| Grupo A - Austrália - Bélgica - México - Nova Zelândia - Coreia do Norte - Promovido da Div. III de 2010 - Sérvia - Rebaixado da Div. I de 2010 | Grupo B - Armênia - Bulgária - China - Croácia - Rebaixado da Div I de 2010 - Irlanda - Promovido da Div. III de 2010 - Romênia |

## Terceira Divisão
Seis equipes fizeram parte da segunda Divisão,  disputada em um único grupo na África do Sul, com os dois primeiros colocados sendo promovidos para a Segunda Divisão de 2012.
Equipes
- Grécia
- Israel
- Luxemburgo
- Mongólia
- Turquia
- África do Sul